# Džida (fiume)

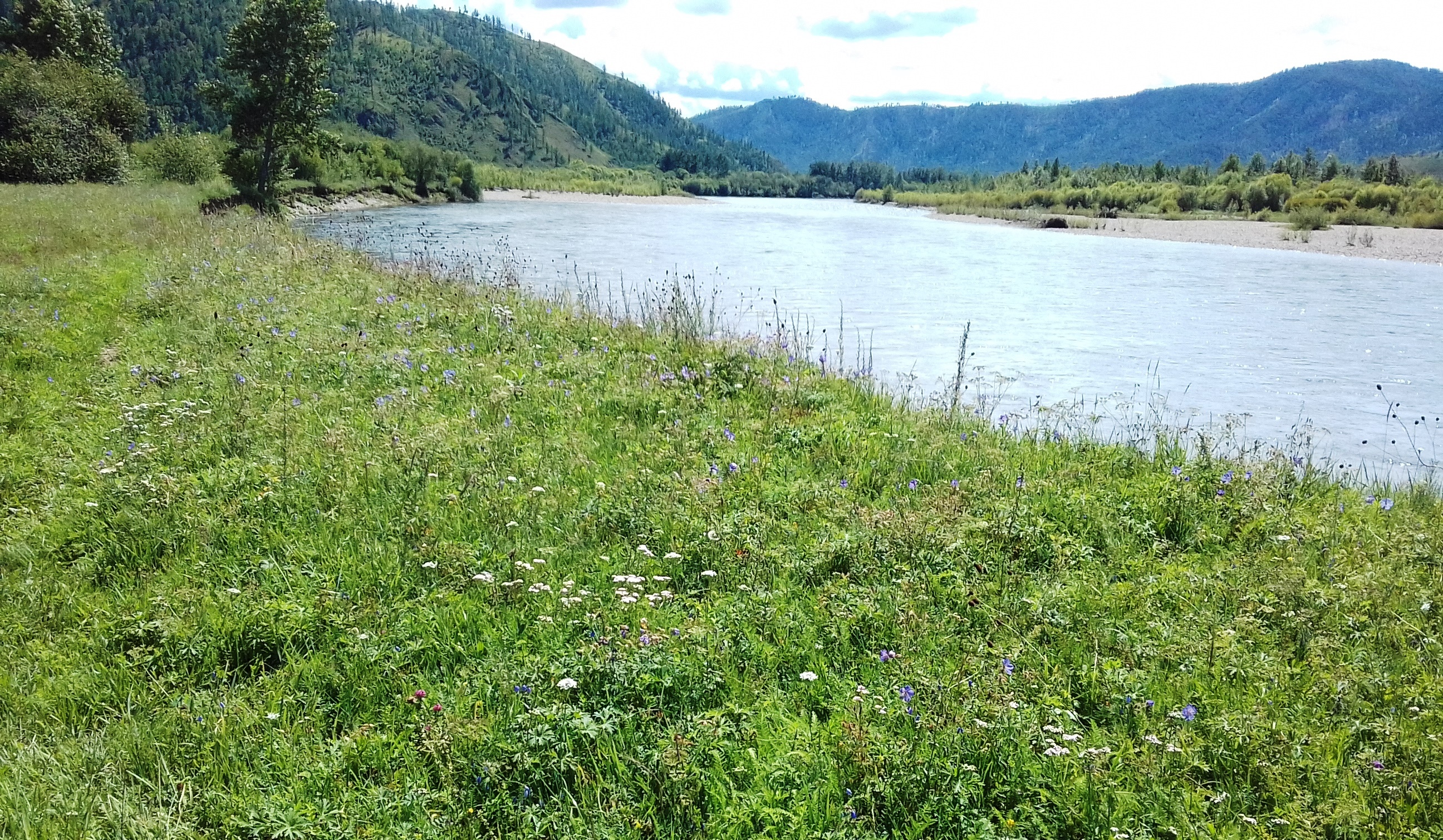
Il fiume Džida nell'area dei prati di Toreyskie nel distretto di Džidinsky in Buriazia, Russia

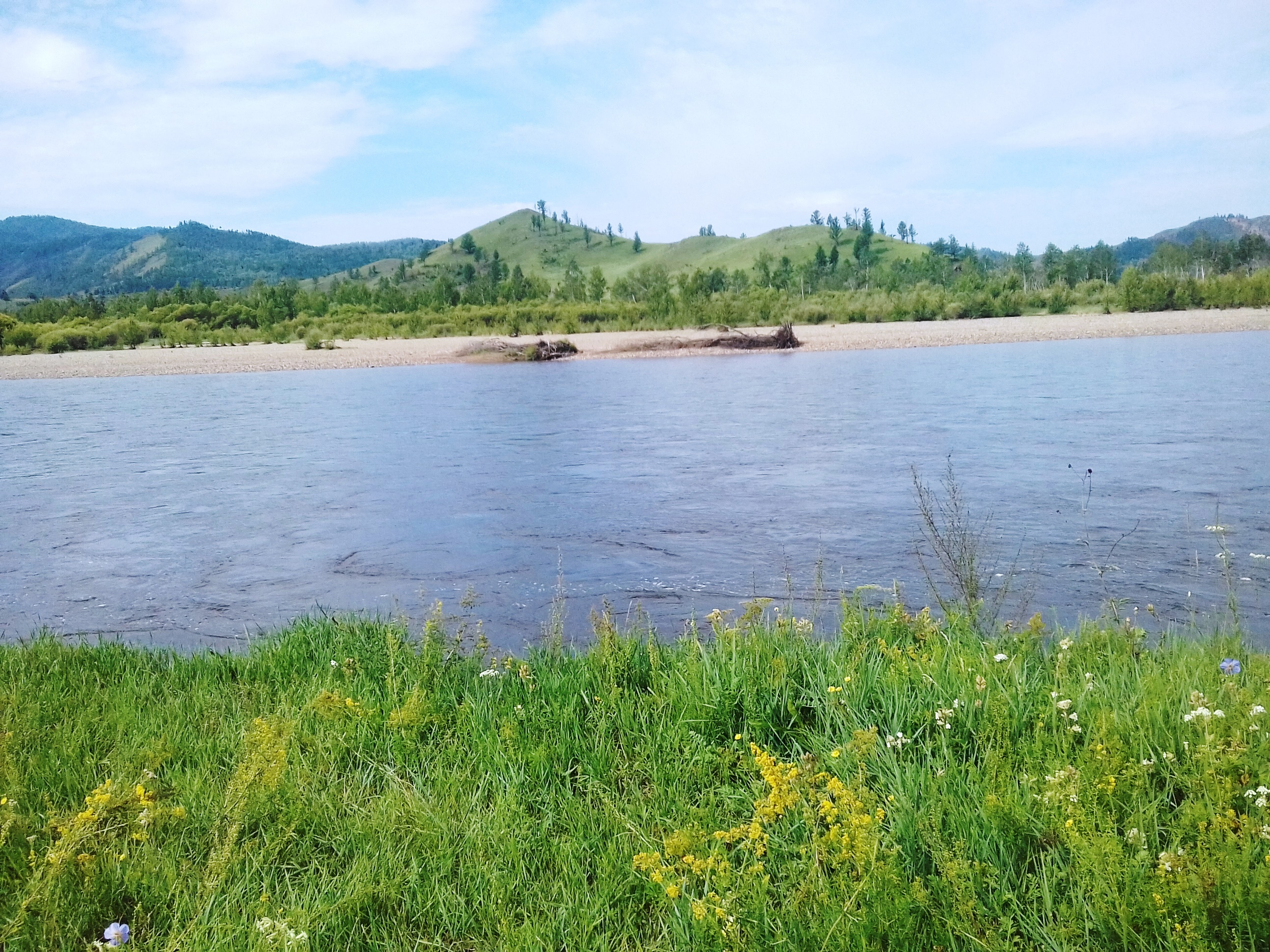
La riva del fiume Džida. Distretto di Džidinsky della Buriazia, Russia

La Džida (in russo Джида?) è un fiume della Russia siberiana orientale (Repubblica Autonoma dei Buriati), immissario del Selenga.

## Percorso
Nasce nei Monti Chamar-Daban e scorre nel suo alto corso in direzione NO-SE attraverso delle strette gole, percorrendo zone scarsamente popolate fino alla confluenza con la Cakirka.
Il fiume volta a est nei pressi di Zakamensk restando sempre a poca distanza dal confine con la Mongolia; poco sotto l'abitato di Džida confluisce nella Selenga.
La Džida, che non è navigabile, tende a esondare nel periodo estivo e autunnale, in particolare tra giugno e settembre